# هيروشي إيشي (لاعب غولف)
هيروشي إيشي (باليابانية: 石井裕士؛ بالكانا: いしい ひろし) هو لاعب غولف ياباني، ولد في 3 يونيو 1941 في شيزوكا في اليابان، وتوفي في 27 ديسمبر 2006.

## وصلات خارجية
- هيروشي إيشي على موقع رابطة اليابان للاعبي الغولف المحترفين (الإنجليزية)
- هيروشي إيشي على موقع التصنيف العالمي الرسمي للغولف (الإنجليزية)